# Beni ecën vetë
Beni ecën vetë (en albanès Beni camina sol) és una pel·lícula de comèdia familiar albanesa de 1975 dirigida per Xhanfise Keko i escrita per Kiço Blushi.

## Resum
Beni és un nen de vuit anys que viu a Korçë amb els seus pares. Beni porta una vida protegida. La seva mare és molt protectora i no el deixa jugar fora. Quan el Beni pot sortir a l'exterior, els nens del barri es burlen d'ell, sovint anomenant-lo "gat espantat" i "nen de la mare". Un dia, quan el seu oncle Thomai està de visita, veu en Beni plorar després que els altres nens li van agafar el cavall. Thomai decideix portar en Beni a cavall a un poble llunyà on li ensenya la vida i com ser home. Al poble, Beni aprèn molt i es converteix en un nen madur. En el camí de tornada a la ciutat, Beni no necessita muntar a cavall, és capaç de caminar tot el camí cap a casa pel seu compte.

## Repartiment
- Yllka Mujo com a Leta
- Pandi Raidhi com a Thomai
- Dhorkë Orgocka com a Ollga
- Herion Mustafaraj com a Beni
- Gjergj Sollaku com a Goni
- Koço Guda com a Vaso
- Ema Shteto com a Drita